# Вільям Іксшоу
Вільям Іксшоу (англ. William Exshaw, 15 лютого 1866 — 16 березня 1927) — британський яхтсмен.
Олімпійський чемпіон 1900 (1-й заплив у класі 2—3 тонни), 1900 (2-й заплив у класі 2—3 тонни) років.